# Хамон
Хамон (на испански: Jamón Serrano, буквален превод – планинска шунка) е вид сурово-сушена испанска шунка, приготвена от заден бут на иберийско или светло прасе. Обикновено се поднася за консумация нарязан на тънки резени, подобно на италианското прошуто. Приготвяните по същата техника предни бутове на прасето се наричат „Палета“.